# Santa Clara del Mullol
Santa Clara del Mullol és una església romànica de l'antiga caseria del Mullol, pertanyent al poble de Siall, de l'antic terme d'Isona i actual d'Isona i Conca Dellà.
Santa Clara és la darrera advocació que se li coneix, però al llarg de la història també consta com a dedicada a Sant Martí (Buron, 1994) i a Sant Miquel, tot i que el tema és confús i fins i tot contradictori, en els documents on se'n troben esments.
Està situada en un lloc difícil de trobar actualment, atès l'estat d'abandonament que té tota aquesta part del terme isonenc. Un veí de Siall fa anys va tenir la voluntat de marcar-ne el camí des del mateix poble: cal seguir un camí de desemboscar cap a l'est, primer, i al cap d'un quilòmetre seguir un corriol embardissat, en el qual es poden anar trobant els munts de pedres que marquen aquest camí. L'església és a uns dos quilòmetres del poble (1,5 en línia recta).
És una obra rural del segle xii, primitiva però plena de detalls que fan beure la depuració ja d'algunes de les tècniques constructives aplicades en aquest temple. Està abandonada del tot, com la masia que té al costat, el Mullol, però es manté dempeus.
És d'una sola nau coberta amb volta de canó apuntada, amb un arc toral cap a la meitat de la nau. Un absis semicircular, amb arc presbiterial també apuntat, tanca la nau per llevant. Una motllura bisellada per a assentar les arrencades de les voltes és tota l'ornamentació interior existent.
La porta és al sud, prop de l'angle amb la façana de ponent. Té arc de mig adovellat amb pedres ben tallades. Dues finestres de doble esqueixada i una rosassa són les altres entrades de llum que té el temple. Les finestres, que tenen arestes motllurades, són una a la façana meridional i l'altra al centre de l'absis. La rosassa, molt primitiva, és a ponent, i recorda les gelosies de finestres del primer romànic. En formen la circumferència sis radis, tot excavat en un sol roc de pedra tosca.
Els carreus són irregulars, i el conjunt de l'obra, modest, però hi destaquen detalls ornamentals, com la inclusió de carreus de pedra tosca a les finestres, a la porta, a les voltes i als arcs que enriqueixen la seva decoració.